# Aframax

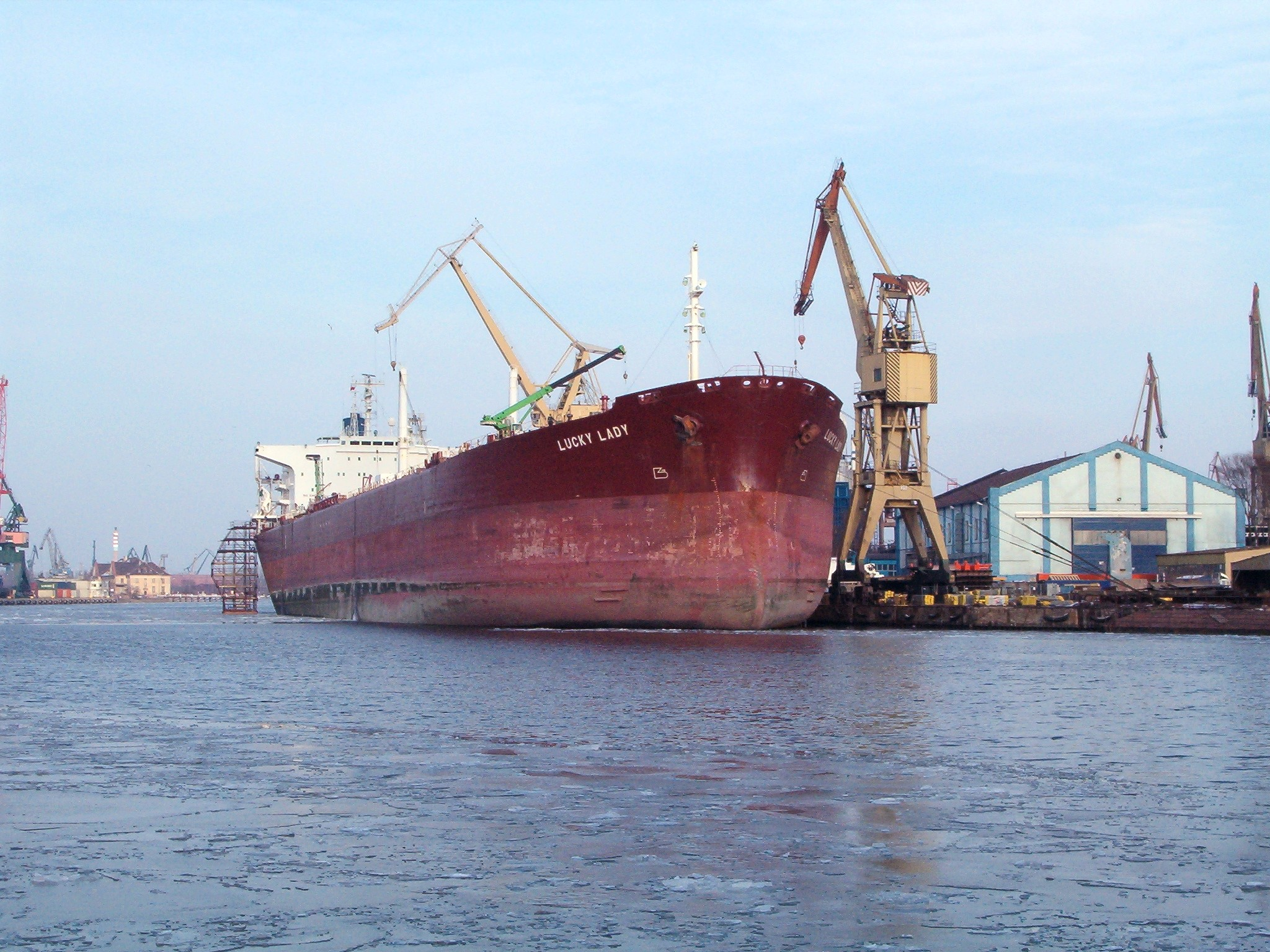
Una petroliera Aframax

Con il termine Aframax si definiscono quelle petroliere che hanno una portata lorda compresa tra le 80.000 e le 120.000 tonnellate. In particolare il termine deriva dal sistema di classificazione stabilito con l'Average Freight Rate Assessment o AFRA.
Questa tipologia di navi è utilizzata nel traffico commerciale regionale del Mare del Nord, nella zona dei Caraibi, del Mediterraneo e in Asia. Vengono inoltre utilizzate in tutte quelle situazioni nelle quali non è possibile utilizzare, a causa delle dimensioni delle vie d'acqua o dei porti, le più capienti superpetroliere.